# Ilion Lika
Ilion Lika (ur. 17 maja 1980 w Tiranie) – albański piłkarz występujący na pozycji bramkarza w Kastrioti Kruja.

## Kariera

### Dinamo Tirana
Choć od dzieciństwa interesował się piłką nożną to dopiero w wieku 19 lat zapisał się do miejscowego klubu Dinamo Tirana. Za swoich czasów gry w Dinamie stał się ulubieńcem kibiców tamtejszej drużyny. Uważany za najlepszego bramkarza Kategoria Superiore, Lika robił furorę w Albanii. W sezonie 2000/2001 razem z Dinamem zdobył mistrzostwo Albanii, co jeszcze bardziej przyciągnęło do niego Europejskie kluby. Na dodatek dobrego Lika w 2002 roku zadebiutował w kadrze narodowej co podniosło jego wartość rynkową. W pewnym czasie zaprosił go na testy duński klub Odense BK, któremu potrzebny był bramkarz właśnie takiej klasy. Jednak klub nie zaproponował mu kontraktu. Lika wrócił do Dinama, gdzie nadal był ulubieńcem kibiców, choć naprzeciw im wyjechał na testy do Szwecji. Iliona jednak denerwowało to że jego drużyna tylko raz w ostatnich 8 latach zdobyła mistrzostwo i postanowił przenieść się do innego Albańskiego klubu, którym był KS Elbasani. W Dinamie Tirana grał 8 lat, od sezonu 1998/1999 do 2006/2007, rozegrał tam 199 spotkań ligowych.

### KS Elbasani
W sierpniu 2007 roku podpisał roczny kontrakt z Albańskim KS Elbasani. Jednak jak później się okazało to nie był dobry wybór, gdyż rozegrał tam tylko 17 spotkań i po 6 miesiącach gry w KS Elbasani klub rozwiązał z nim umowę. Kiedy Lika stał się piłkarzem bez klubowym, po Europie chodziły pogłoski jakoby albański bramkarz chciał wrócić do Tirana, jednak nie do Dinama, lecz do SK Tirana. Lecz szybko rozwiał te plotki sam bramkarz twierdząc, że żadne rozmowy z klubem SK Tirana nie są prowadzone i nie będą. Lika otrzymywał dużo ofert z Europy, najwięcej z klubów Tureckich i Ukraińskich. Najbliżej na złożeniu podpisu pod umową Albańskiego bramkarzem był ukraiński klub Worskła Połtawa. Klub zaproponował Ilionowi bardzo dobry kontrakt, co pasowało bramkarzowi. Jednak z powodu lokalizacji i pogody, Ukraina była problemem dla Lika.

### Terek Grozny
Kiedy odrzucił ofertę Worsklały Połatwy, a drużyny tureckie zrezygnowały z kapryśnego piłkarza, to do walki o Iliona zgłosiły się dwa rosyjskie klubu – Tom Tomsk i Tieriek Grozny. To właśnie ten drugi klub wygrał walkę o bramkarza.

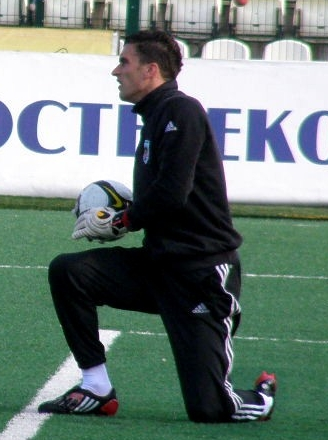
Ilion Lika podczas treningu w Tereku Grozny.

Lika podpisał 2-letni kontrakt z Terekiem Groznym o wartości 500.000 $. W sezonie 2008/2009 dokonywał cudów w bramce Tierieka, m.in. w meczu z CSKA Moskwa, który wygrał Terek 1:0 i zapisał się w historii klubowej wygrywając pierwszy raz z jednym z największych klubów piłkarskich Rosji. Nawet sam trener CSKA Moskwa był zadziwiony i zachwycony paradami Lika. Po sezonie 2008/2009 prezydent Czeczenii Ramzan Kadyrow pragnął dać obywatelstwo Czeczeńskie Ilionowi, gdyż był jego wielkim fanem. Chciał by Albański bramkarz już do końca swojej kariery został w Tierieku. Pragnąć go przekonać ofiarował Ilionowi nowego Land Rovera wartego 110.000 $ jako prezent za sezon 2008/2009 w barwach czeczeńskiego klubu. Oprócz nowego Land Rovera, Ramzan Kadyrow kupił Ilionowi nowy dom w Czeczenii oraz zabrał go na wakacje do Dubaju.

### Vllaznia Szkodra
1 stycznia 2010 roku, Ilionowi skończył się kontrakt z Terekiem Groznym, a sam zawodnik nie chciał przedłużyć umowy z rosyjskim klubem. Podobnie postąpił Radoslav Zabavník, Cléber, Florentin Petre oraz Daniel Pancu. 19 stycznia 2010 roku podpisał kontrakt z albańskim Vllaznia Szkodra. Jednak w klubie Ilian był jedynie trzecim bramkarzem za Olzą Bishani i Armirem Grimajem. Po debiucie w spotkaniu z KS Shkumbini, Ilion Lika został zwolniony przez Valter Fushaj, prezesa klubu. Po porozumieniu, klub rozwiązał umowę z albańskim bramkarzem, który stwierdził potem że był niezadowolony z umowy. Ilion był zawodnikiem Vllaznia Szkodra przez 10 dni. Od 29 stycznia 2010 roku, Lika był wolnym zawodnikiem.

## Sukcesy
- Mistrzostwo Albanii: 2000/2001